# 연인들의 멜로디
"연인들의 멜로디"는 1993년에 개봉한 대한민국의 영화이다.

## 캐스팅
- 임옥경
- 하재영
- 홍주희
- 홍성민
- 진수아
- 주호성
- 이상춘
- 채문성
- 박용달
- 한승희
- 금미소
- 최윤희
- 조학자
- 이인영
- 김영민
- 박이남
- 마석준
- 오희찬 (우정출연)
- 최근제 (우정출연)
- 한명구 (우정출연)
- 이덕근 (우정출연)
- 조덕연 (우정출연)
- 유성 (우정출연)
- 김성원 (특별출연)
- 국정환 (특별출연)
- 이무정 (특별출연)
- 홍윤정 (특별출연)